# 法斯托夫农村居民点
法斯托夫农村居民点（俄语：Фастовское сельское поселение）是俄罗斯联邦伏尔加格勒州伊洛夫利亚区所属的一个农村居民点。其下辖有2个居民点，行政中心为法斯托夫。据2010年统计，该农村居民点的人口为261人。